# Фернандо Альвес
Фернандо Альвес (ісп. Fernando Alvez, нар. 4 вересня 1959, Монтевідео) — уругвайський футболіст, що грав на позиції воротаря. По завершенні ігрової кар'єри — тренер.
Виступав, зокрема, за клуб «Пеньяроль», а також національну збірну Уругваю. У складі збірної — володар Кубка Америки та учасник двох чемпіонатів світу.

## Клубна кар'єра
У дорослому футболі дебютував 1976 року виступами за команду «Дефенсор Спортінг», в якій провів два сезони.
Своєю грою за цю команду привернув увагу представників тренерського штабу клубу «Пеньяроль», до складу якого приєднався 1978 року. Відіграв за команду з Монтевідео наступні шість з половиною сезонів своєї ігрової кар'єри і у складі «жовто-чорних» виграв 4 чемпіонати країни, 3 Лігільї, а також Кубок Лібертадорес у 1982 році. Проте ж у 1982 році Альвес не провів у цьому турнірі жодного матчу, будучи дублером досвідченого Густаво Фернандеса. Загалом виступав за команду до 1991 року з невеликими перервами на виступи за кордоном за парагвайський «Лібертад», колумбійський «Санта-Фе» та бразильський «Ботафогу».
З початку 1990-х років Альвес знову став виступати за кордоном граючи за колумбійське «Індепендьєнте Медельїн» та аргентинське «Депортіво Мандію», а 1993 року перейшов у третій у своїй кар'єрі колумбійський клуб, «Атлетіко Хуніор» з яким у тому ж році став чемпіоном Колумбії.
У 1995 році Альвес повернувся до Уругваю, ставши гравцем «Рівер Плейта» (Монтевідео), потім провів один сезон у аргентинському «Сан-Лоренсо», а завершив ігрову кар'єру у команді «Пеньяроль» у 1997 році.

## Виступи за збірні
Протягом 1977—1979 років залучався до складу молодіжної збірної Уругваю, разом з якою брав участь у молодіжному чемпіонаті Південної Америки 1977 року у Венесуелі. Під час турніру він зіграв в усіх семи матчах і виграв з командою золоті нагороди. Цей результати дозволив команді поїхати на молодіжний чемпіонат світу 1977 року в Тунісі, який уругвайці завершили на четвертому місці, а Альвес також був основним гравцем. Через два роки на домашньому турнірі Фернандо допоміг «молодіжці» захистити титул чемпіона Південної Америки і поїхати на наступний молодіжний чемпіонат світу 1979 року в Японії. Зігравши на ньому усі шість ігор, Альвес допоміг команді здобути бронзові нагороди.
18 липня 1980 року дебютував в офіційних іграх у складі національної збірної Уругваю в товариському матчі проти Перу в Монтевідео (0:0), після чого тривалий час не грав за збірну, хоча і був у заявці команди на переможному Мундіаліто. З кінця 1985 року став основним воротарем збірної, поїхавши у цьому статусі на два поспіль чемпіонати світу — 1986 року у Мексиці та 1990 року в Італії, зігравши на обох турнірах усі 4 матчі, а його команда обидва рази вилітала на стадії 1/8 фіналу.
Надалі у складі збірної був основним воротарем на Кубку Америки 1991 року у Чилі, де уругвайці не вийшли з групи, а також Кубку Америки 1995 року в Уругваї, здобувши того року титул континентального чемпіона. Причому у фіналі Альвес відбив вирішальний післяматчевий пенальті від гравця чинних чемпіонів світу бразильців.
Загалом протягом кар'єри у національній команді, яка тривала 18 років, провів у її формі 40 матчів, пропустивши 38 голів.

## Кар'єра тренера
З жовтня до початку грудня 2011 року Альвес тренував клуб другого уругвайського дивізіону «Роча»
2014 року увійшов до тренерського штабу клубу «Серро-Ларго», а з березня по травень 2015 року був в.о. головного тренера клубу.
З червня 2016 року по серпень 2017 року тренував клубу другого дивізіону Уругваю «Мірамар Місьйонес».

## Статистика виступів

### Статистика виступів за збірну
| Дата       | Місто          | Господарі  | Результат               | Гості          | Турнір                            | Голи | Примітки |
| ---------- | -------------- | ---------- | ----------------------- | -------------- | --------------------------------- | ---- | -------- |
| 18/07/1980 | Монтевідео     | Уругвай    | 0 – 0                   | Перу           | товариський матч                  | -    |          |
| 16/10/1985 | Сантьяго       | Чилі       | 1 – 0                   | Уругвай        | товариський матч                  | -    |          |
| 02/02/1986 | Маямі          | Уругвай    | 3 – 1                   | Канада         | товариський матч                  | -    |          |
| 07/02/1986 | Маямі          | Уругвай    | 1 – 1                   | США            | товариський матч                  | -    |          |
| 16/02/1986 | Монтевідео     | Уругвай    | 2 – 2                   | Польща         | Кубок Карлоса Соле                | -    |          |
| 23/04/1986 | Дублін         | Ірландія   | 1 – 1                   | Уругвай        | товариський матч                  | -    |          |
| 04/06/1986 | Керетаро       | Уругвай    | 1 – 1                   | ФРН            | ЧС 1986 - груповий етап           | -    |          |
| 08/06/1986 | Мехіко         | Уругвай    | 1 – 6                   | Данія          | ЧС 1986 - груповий етап           | -    |          |
| 13/06/1986 | Мехіко         | Уругвай    | 0 – 0                   | Шотландія      | ЧС 1986 - груповий етап           | -    |          |
| 16/06/1986 | Пуебла         | Уругвай    | 0 – 1                   | Аргентина      | ЧС 1986 - 1/8 фіналу              | -    |          |
| 12/10/1988 | Монтевідео     | Уругвай    | 2 – 0                   | Парагвай       | товариський матч                  | -    |          |
| 02/11/1988 | Консепсьйон    | Чилі       | 1 – 1                   | Уругвай        | товариський матч                  | -    |          |
| 02/02/1990 | Маямі          | Уругвай    | 2 – 0                   | Колумбія       | Кубок Мальборо                    | -    |          |
| 04/02/1990 | Маямі          | Уругвай    | 2 – 0                   | Коста-Рика     | Кубок Мальборо                    | -    |          |
| 20/03/1990 | Лос-Анджелес   | Уругвай    | 1 – 2                   | Мексика        | товариський матч                  | -    |          |
| 13/06/1990 | Удіне          | Уругвай    | 0 – 0                   | Іспанія        | ЧС 1990 - груповий етап           | -    |          |
| 17/06/1990 | Верона         | Уругвай    | 1 – 3                   | Бельгія        | ЧС 1990 - груповий етап           | -    |          |
| 21/06/1990 | Верона         | Уругвай    | 1 – 0                   | Південна Корея | ЧС 1990 - груповий етап           | -    |          |
| 25/06/1990 | Рим            | Італія     | 2 – 0                   | Уругвай        | ЧС 1990 - 1/8 фіналу              | -    |          |
| 05/05/1991 | Денвер         | США        | 1 – 0                   | Уругвай        | товариський матч                  | -    |          |
| 07/05/1991 | Лос-Анджелес   | Уругвай    | 2 – 0                   | Мексика        | товариський матч                  | -    |          |
| 14/05/1991 | Сан-Хосе       | Коста-Рика | 0 – 1                   | Уругвай        | товариський матч                  | -    |          |
| 30/05/1991 | Сантьяго       | Чилі       | 2 – 1                   | Уругвай        | товариський матч                  | -    |          |
| 12/06/1991 | Ліма           | Перу       | 1 – 0                   | Уругвай        | товариський матч                  | -    |          |
| 19/06/1991 | Монтевідео     | Уругвай    | 0 – 0                   | Перу           | товариський матч                  | -    |          |
| 26/06/1991 | Монтевідео     | Уругвай    | 2 – 1                   | Чилі           | товариський матч                  | -    |          |
| 07/07/1991 | Вальпараїсо    | Уругвай    | 1 – 1                   | Болівія        | Копа Америка 1991 - груповий етап | -    |          |
| 09/07/1991 | Вінья-дель-Мар | Уругвай    | 1 – 1                   | Еквадор        | Копа Америка 1991 - груповий етап | -    |          |
| 11/07/1991 | Вінья-дель-Мар | Уругвай    | 1 – 1                   | Бразилія       | Копа Америка 1991 - груповий етап | -    |          |
| 15/07/1991 | Вінья-дель-Мар | Уругвай    | 1 – 0                   | Колумбія       | Копа Америка 1991 - груповий етап | -    |          |
| 04/09/1991 | Ов'єдо         | Іспанія    | 2 – 1                   | Уругвай        | товариський матч                  | -    |          |
| 02/11/1991 | Веракрус       | Мексика    | 1 – 1                   | Уругвай        | товариський матч                  | -    |          |
| 28/06/1995 | Ривера         | Уругвай    | 7 – 0                   | Нова Зеландія  | товариський матч                  | -    |          |
| 05/07/1995 | Монтевідео     | Уругвай    | 4 – 1                   | Венесуела      | Копа Америка 1995 - груповий етап | -    |          |
| 09/07/1995 | Монтевідео     | Уругвай    | 1 – 0                   | Парагвай       | Копа Америка 1995 - груповий етап | -    |          |
| 12/07/1995 | Монтевідео     | Уругвай    | 1 – 1                   | Мексика        | Копа Америка 1995 - груповий етап | -    |          |
| 16/07/1995 | Монтевідео     | Уругвай    | 2 – 1                   | Болівія        | Копа Америка 1995 - груповий етап | -    |          |
| 19/07/1995 | Монтевідео     | Уругвай    | 2 – 0                   | Колумбія       | Копа Америка 1995 - півфінал      | -    |          |
| 23/07/1995 | Монтевідео     | Уругвай    | 1 – 1 д.ч. (5 - 3 п.п.) | Бразилія       | Копа Америка 1995 - фінал         | -    |          |
| 08/06/1997 | Монтевідео     | Уругвай    | 1 – 1                   | Колумбія       | Відбір до ЧС 1998                 | -    |          |
| Усього     |                | Матчів     | 40                      |                | Голів                             | -48  |          |

## Титули і досягнення
- Чемпіон Уругваю (5):

«Пеньяроль»: 1978, 1979, 1981, 1982, 1997
- Чемпіон Південної Америки (U-20) (2):

Уругвай (U-20): 1977, 1979
- Володар Кубка Америки (1):

Уругвай: 1995